# Georgius Isaaci Vallerius
Georgius Isaaci Vallerius, född 1676 i Stockholm, död 5 mars 1738 i Kjula, var en svensk präst

## Biografi
Georgius var son till Isaacus Johannis Vallerius av den stora östgötasläkten Vallerius men verksam i Stockholm som notarie och advokatfiskal. Georgius besökte gymnasiet i Strängnäs och inskrevs 1694 i Södermanlands nation vid Universitetet i Uppsala. Han blev magister 1707, prästvigdes 1709 och tillträdde 1713 som kyrkoherde i Kjula och Sundby. Då gifte han sig med företrädarens dotter Maria Humbla.
Georgius disputerade på Harald Vallerius avhandling De unitate 1702 och för magistergraden på Johan Arendt Bellmans avhandling De antiqua et medii aevi musica 1706. Denna har felaktigt tillskrivits Harald Vallerius son (Georgius) Göran Vallerius. Dennes avhandling De tarantula har å sin sida felaktigt tillskrivits Georgius Isaaci.